# Antonio Guadagnoli
Antonio Guadagnoli (Arezzo, 15 dicembre 1798 – Cortona, 21 febbraio 1858) è stato un poeta e letterato italiano.

## Biografia
Figlio del poeta bernesco Pietro Guadagnoli, studiò presso il seminario di Arezzo, per poi laurearsi in giurisprudenza nel 1821 all'Università di Pisa.
Tra il 1832 ed il 1854 collaborò ogni anno all'almanacco “Sesto Caio Baccelli” dell'editore fiorentino Formiggini, occupandosi delle Prefazioni, che componeva in sesta rima.
Insegnò lettere in varie scuole pisane ed aretine fino al 1847, quando grazie ad una cospicua eredità, poté vivere di rendita, e occuparsi di politica. Nel 1848 divenne infatti gonfaloniere di Arezzo.
Si mostrò nell'occasione fervente liberale, e nonostante l'ordine governativo di impedire l'ingresso in città a Giuseppe Garibaldi (profugo dopo la caduta della Repubblica Romana), rifornì di viveri i legionari garibaldini.
La sua produzione letteraria (poesie, novelle) ha sempre un tono divertito e colloquiale; ma « del Berni, cui vorrebbe paragonarsi, gli mancano le qualità essenziali, sebbene arguzia e satira, talvolta equivoca, non gli facciano difetto ».
Ebbe comunque un nugolo di imitatori: Arnaldo Fusinato, Norberto Rosa, G. Cavalieri, C. Masini, A. Bargiacchi, F. Guidi, G. Brini, A. Paperini, Antonino Nicosia, Lorenzo Borsini, ed altri.

## Opere
- Poesie giocose, Pisa, Nistri, 1830.
- Raccolta completa delle poesie giocose, Lugano, s.e., 1839.
- Poesie inedite, Milano, Pagnoni, 1861.
- Raccolta completa delle poesie giocose edite ed inedite, Milano, Pagnoni, 1865.